# Barron (Wisconsin, kisváros)
Barron  kisváros (town) az Amerikai Egyesült Államok Wisconsin államában, Barron megyében. Lakosainak száma 813 fő (2020. április 1.).

## Népesség
A település népességének változása:

| 2010 | 873 |
| 2020 | 813 |